# Darıca
Darıca este un oraș din Turcia.